# Symfoni nr 1 (Mahler)
Symfoni nr 1 i D-dur, även kallad Titan komponerades mellan 1884 och 1888 av Gustav Mahler. Den omarbetades ett antal gånger, men består i sin slutgiltiga form av fyra satser:
1. Langsam, Schleppend (Långsamt, släpande)
2. Kräftig bewegt (Starkt rörligt) – en s.k. Ländler
3. Feierlich und gemessen (Högtidligt och måttfullt) – en begravningsmarsch baserad på barnsången "Broder Jakob"
4. Stürmisch bewegt (Stormigt upprört)

Första satsen är okonventionell till sin form och naturlyrisk till sin karaktär. Den börjar med en orgelpunkt och med en stämning av en skog som vaknar. Långsamt tonar fågelsången in, baserad på en av Mahlers sånger. Dynamiken stegras till en höjdpunkt och vidareutvecklas senare med ytterligare material. Formen avviker påtagligt från den traditionella sonatformen. Andra satsen är mer konventionell. Den utgörs av ett scherzo med en triodel och präglas av lekfullhet och rörlighet. Tredje satsen är mycket originell. Den inleds med sången, i Sverige känd som Broder Jakob, i moll, framförd på solokontrabas i ett högt läge. Dels finns en långsam marsch, likt ett följe som går genom skogen. Dels finns en rörlig dans med tydliga judiska drag. Dessutom finns här igen en melodi från en av Mahlers sånger i "Lieder eines fahrenden Gesellen". Fjärde satsen bryter ut i våldsam triumf och kan verkligen ses som "titanisk". I slutpartiet återkommer referenser till gryningsstämningen i första satsen. I en tidigare version fanns även en liten lyrisk melodi "Blumine" instoppad mellan första och andra satsen. På vissa skivinspelningar finns denna med

## Instrumentation
Symfonin är instrumenterad för en stor orkester bestående av ca 100 musiker. Till skillnad från de senare symfonierna använder sig inte Mahler av hela styrkan i varje sats. Flera stämmor, särskilt brass och träblåsstämmor, används endast i sista satsen.
Träblås
4 Flöjter (3:e, 4:e Flöjt alternerar Piccola) ( 2:a Flöjt dubblerar Piccola i sats 1 ett kort stycke) (4:e Flöjt tacet i sats 1 och 2)
4 Oboer (Oboe 3 alternernar engelskt horn) (Oboe 4 tacet sats 1-3)
4 Klarinettter i Bb, C, A (klarinett 3 alt. basklarinett i Bb och Eb-klarinett) (Klarinett 4, alt. Klarinett in Eb, tacet i sats 2, "doubled at least" i sats 4)
3 fagotter (Fagott 3 kontrafagott)
Brass
7 Horn (med förstärkning i sista satsen)1
4 Trumpeter i F (Trumpets 1, 2 "in sehr weiter entfernung aufgestellt" i sats 1)(Trumpet 1 dubbleras i ff-passager i sats 4)2
3 Tromboner
Tuba
Slagverk
Timpani
Cymbal
Triangel
Tam-tam
Bastrumma (med en cymbal monterad att spelas på av samma musiker i sats 3)
Harpa
Stråk
Violin I (16)
Violin II (16)
Viola (14)
Cello (12)
Kontrabas (8)
1Enligt Mahlers instruktioner ska flera horn förstärka hornsektionen de sista 76 takterna i den sista satsen. Hornisterna instrueras också att stå upp för att få största möjliga ljud ur instrumenten.

2Trumpet 2 och 3 spelar även "in sehr weiter entfernung aufgestellt" ett kort stycke i början av första satsen.

## Premiärer
- Svensk premiär: Den 12 april 1917. Auditorium, Konsertföreningens orkester, dirigent Georg Schnéevoigt